# Диофант (лунный кратер)
Кратер Диофант (лат. Diophantus ) — небольшой молодой ударный кратер в западной части Моря Дождей на видимой стороне Луны. Название присвоено в честь древнегреческого математика Диофанта Александрийского (III век н. э.) и утверждено Международным астрономическим союзом в 1935 г. Образование кратера относится к эратосфенскому периоду

## Описание кратера

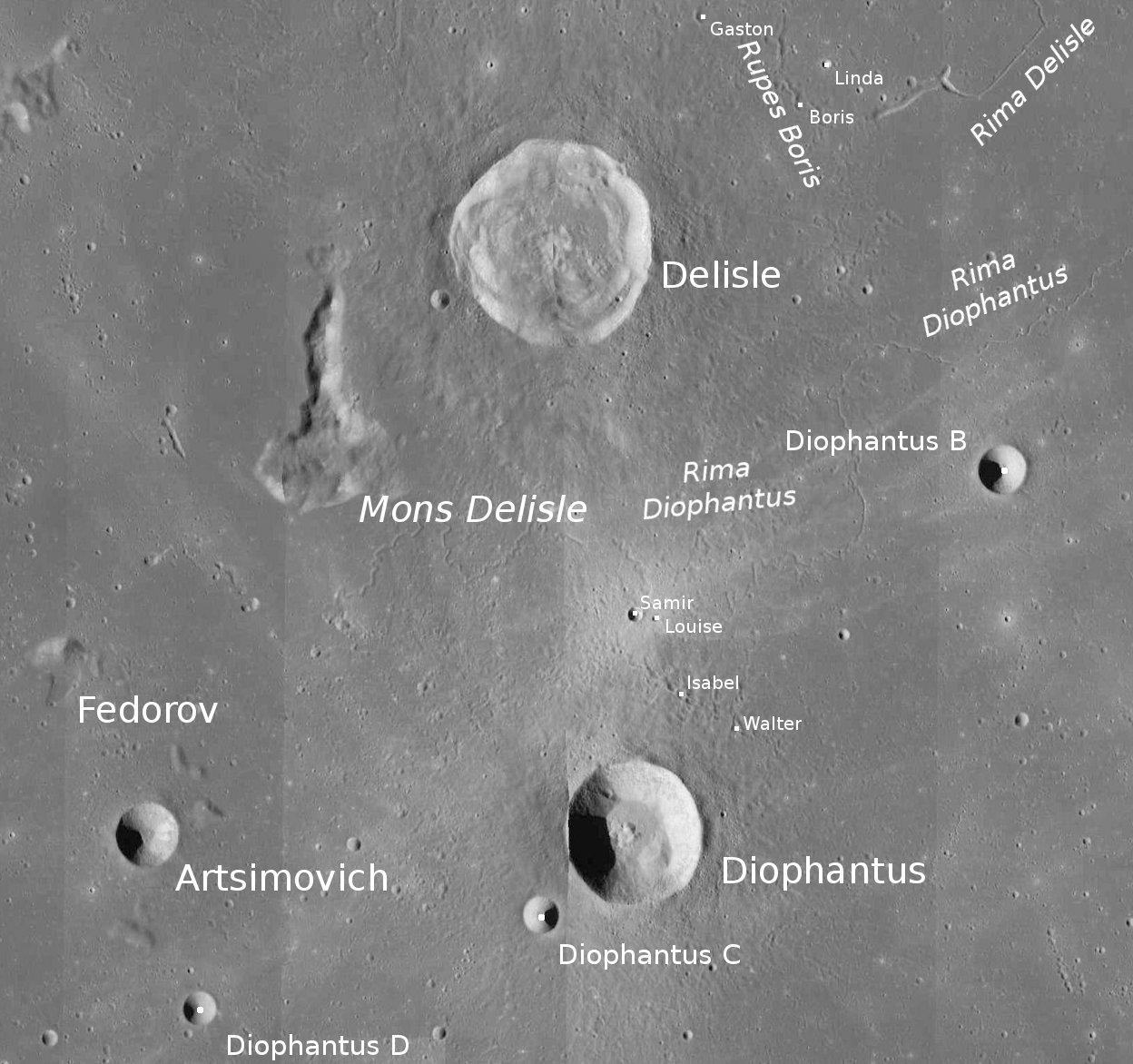
Окрестности кратера Диофант. Снимок Lunar Reconnaissance Orbiter.

Ближайшими соседями кратера являются кратеры Арцимович и Фёдоров на западе; кратер Делиль на севере; кратер Каванту на северо-востоке и Эйлер на юго-востоке. На севере, в непосредственной близости от кратера находится группа крохотных кратеров — Самир, Луиза, Изабель и Валтер. На западе от кратера находится борозда Арцимовича; на северо-западе пик Делиля; на севере от кратера проходит борозда Диофанта, далее за ней расположен уступ Бориса, окруженный крохотными кратерами Гастон, Линда и Борис. Также на западе от кратера Диофант расположены горы Харбингер. Селенографические координаты центра кратера 27°37′ с. ш. 34°18′ з. д. / 27,62° с. ш. 34,3° з. д., диаметр 17,57 км, глубина 3,02 км.

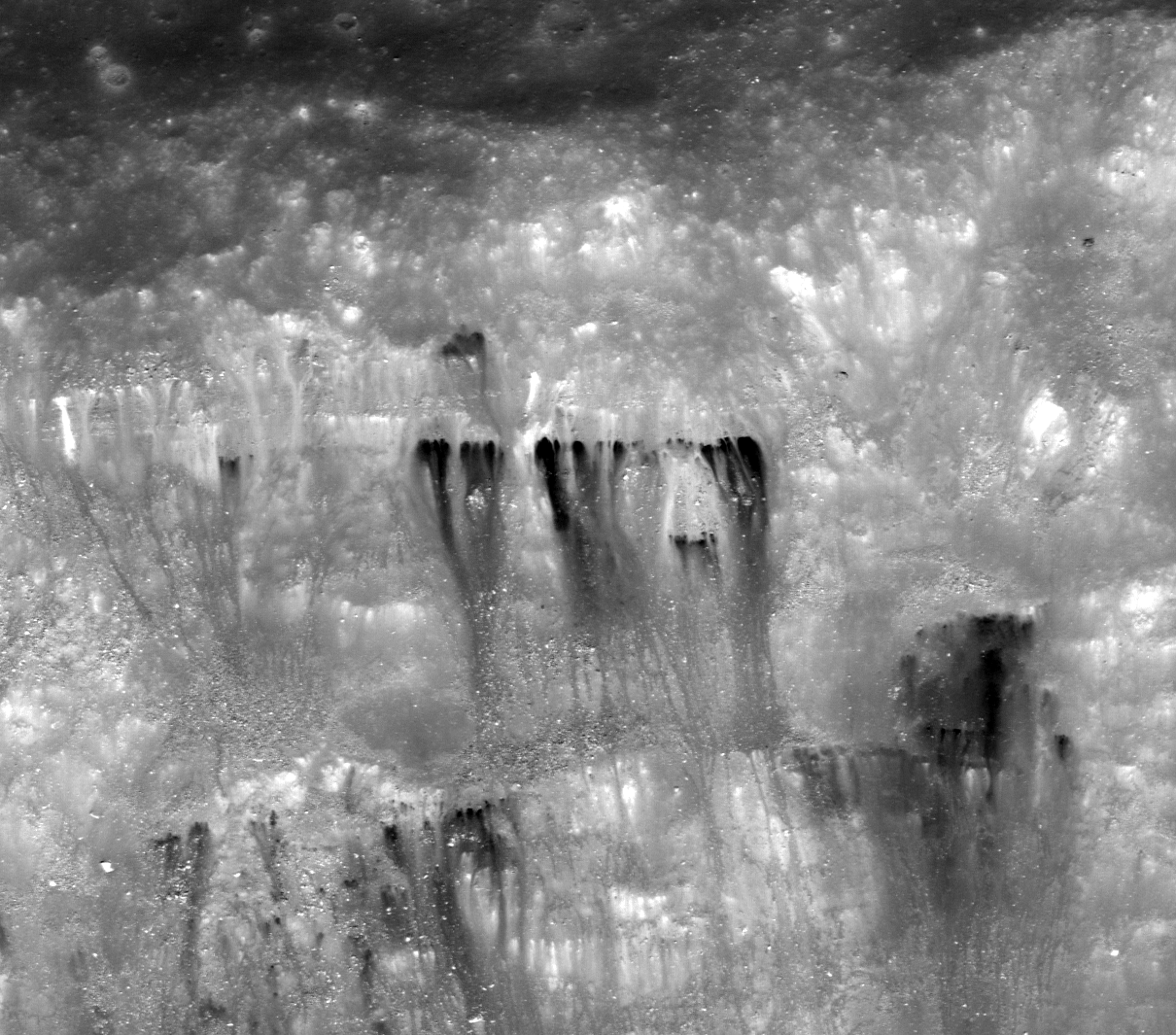
Темные полосы на северном внутреннем склоне кратера Диофант. Снимок Lunar Reconnaissance Orbiter с разрешением 56 см на пиксель.

Кратер имеет циркулярную чашеобразную форму с небольшим участком плоского дна и практически не затронут разрушением. Вал с острой кромкой и широким гладким внутренним склоном, в северной части вала имеется небольшой разрыв, вблизи юго-западной части вала находится приметный маленький кратер. Высота вала над окружающей местностью достигает 730 м, объем кратера составляет приблизительно 400 км³. Дно чаши ровное, имеется группа небольших центральных холмов.
Кратер Диофант имеет систему лучей и включен в список кратеров с яркой системой лучей Ассоциации лунной и планетарной астрономии (ALPO).

## Сателлитные кратеры
| Диофант | Координаты                                            | Диаметр, км |
| ------- | ----------------------------------------------------- | ----------- |
| B       | 29°05′ с. ш. 32°32′ з. д. / 29,08° с. ш. 32,54° з. д. | 6,2         |
| C       | 27°17′ с. ш. 34°44′ з. д. / 27,29° с. ш. 34,74° з. д. | 4,6         |
| D       | 26°55′ с. ш. 36°23′ з. д. / 26,91° с. ш. 36,38° з. д. | 4,2         |

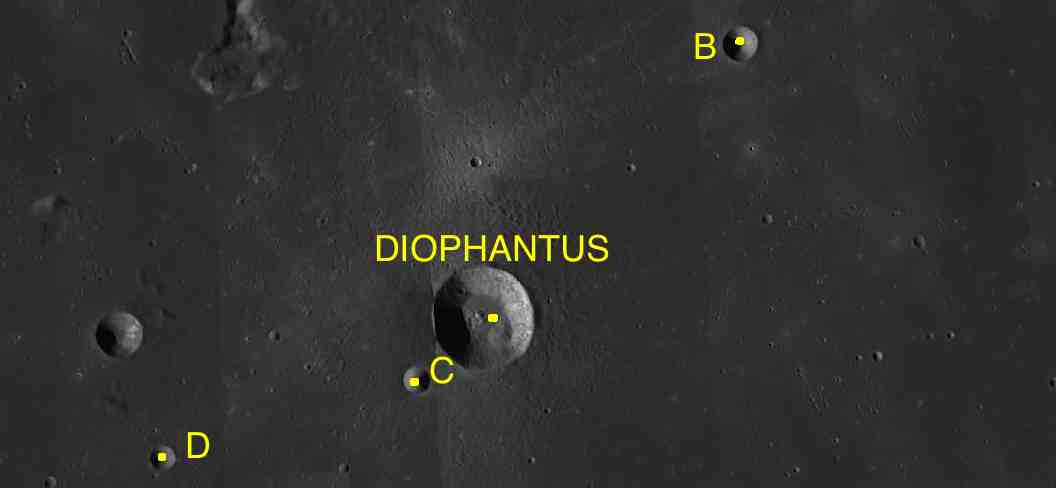
Фрагмент карты LAC-39.

- Сателлитный кратер Диофант А в 1973 г. переименован в кратер Арцимович.
- В сателлитном кратере Диофант B зарегистрированы термальные аномалии во время лунных затмений. Это явление объясняется небольшим возрастом кратера и отсутствием достаточного слоя реголита, оказывающего термоизолирующее действие. Явление характерно для большинства молодых кратеров.